# ماساهیرو آندو
ماساهیرو آندو (به انگلیسی: Masahiro Ando) بازیکن فوتبال اهل ژاپن و عضو تیم ملی فوتبال ژاپن است که در تاریخ ۰۲ ژوئیه ۱۹۹۹ میلادی اولین بازی ملی‌اش را انجام داد. او در ۱ بازی ملی حضور داشت و آخرین بازی ملی خود را در تاریخ ۲ ژوئیه ۱۹۹۹ میلادی انجام داد. ماساهیرو آندو در بازی‌های ملی‌اش
گلی به ثمر نرساند.